# MSQL
mSQL o miniSQL è un piccolo DBMS che supporta le connessioni TCP/IP ed un piccolo sottoinsieme dell'SQL. È molto semplice e veloce e dalla versione 3 può funzionare come mono-processo (per risparmiare memoria) o multiprocesso (per maggiori prestazioni). Originariamente sviluppato nel 1994, mSQL ha riempito il vuoto che esisteva tra i database embedded o da desktop come Microsoft Access e i database commerciali di alto livello, come Oracle e DB2. Tra il 1994 e il 1997, è cresciuto in popolarità ed è divenuto la prima scelta dei programmatori Open Source.
Sebbene fosse il database Open Source più usato, mSQL di per sé non era una tecnologia aperta. Dal 1996, lo sviluppo di mSQL ha iniziato a ristagnare e MySQL ha preso il suo posto. Dal 1999, MySQL è andato ben oltre mSQL in termini di popolarità, cosicché oggi la maggior parte dei programmatori nemmeno conoscono mSQL. Nonostante ciò, il suo sviluppo continua ancor oggi.
La licenza è shareware e l'uso è gratuito per le organizzazioni non-profit.